# Ladislav Riedl Německobrodský
Ladislav Riedl Německobrodský, vlastním jménem Ladislav Riedl (28. března 1902, Německý Brod – 3. září 1975, Krásná Lípa), byl český lékař a spisovatel.

## Život
Byl primářem v Tuchoměřicích. Psal odbornou literaturu, básně, beletrii a je autorem mnoha cestopisů. Publikoval v domácích i cizích odborných časopisech. Ke svému jménu si připojil přízvisko "Německobrodský" podle svého rodného města Německého Brodu (dnešní Havlíčkův Brod).

## Dílo
- Nový domácí lékař: rádce zdravých i nemocných. 1. díl. Praha: J.N. Jindra, 1942. 599 s.